# 桑格阿里亚
桑格阿里亚（Sangaria），是印度拉贾斯坦邦Hanumangarh县的一个城镇。总人口34541（2001年）。

## 人口
该地2001年总人口34541人，其中男性18359人，女性16182人；0—6岁人口4390人，其中男2426人，女1964人；识字率69.49%，其中男性为75.63%，女性为62.53%。